# Lise Wilbek
Lise Wilbek (født i 1958) er en tidligere dansk atlet fra Trongårdens IF, som var var dansk mester på 100 og 200 meter i 1977. Hun blev nummer ni i højdespring ved junior-europamesterskaberne 1975 i Athen, Grækenland.

## Privat
Gift med Sven-Erik Nielsen.
Lise Wilbek er kusine til Ulrik Wilbek, der har været træner for begge Danmarks håndboldlandshold og Viborg HK og vundet adskillige medaljer.

## Personlige rekorder
- 100 meter: 11,98 1977
- 200 meter: 23,9 1977
- 100 meter hæk: 14,0 1977
- 200 meter hæk: 30,2 1976
- Længdespring 5,75 1975
- Højdespring: 1,80 1976